# جائزة دوق إدنبرة
جائزة دوق إدنبرة (بالإنجليزية: Duke of Edinburgh's Award)‏ هي جائزة تأسست في 1 أيلول 1956 في بريطانيا، انتشرت في كثير من دول العالم و بمسميات مختلفة حتى غدت جائزة وطنية للشباب، ومن الدول التي طبقت فيها هذه الجائزة هي الأردن، وسميت بجائزة الحسن للشباب على اسم الأمير الحسن بن طلال. تمنح جائزة دوق إدنبرة عادة للشباب ما بين 14 و25 عاماً ذوي الإنجازات الفردية. للجائزة ثلاث مستويات: برونزية، فضية وذهبية. وتمنح الجائزة للأفراد تقديرا لنشاطاتهم في أربعة مجالات مختلفة، هذه المجالات هي:

شعار الجائزة 2008

1. المهارات العالية
2. النشاط الرياضي
3. الخدمات المجتمعية
4. الرحلات الاستكشافيةشعار الجائزة 2008

## اقرأ أيضاً
- فيليب دوق إدنبرة